# Oleksij Novikov
Oleksij Novikov (ukrainska: Олексій Новіков), född 11 februari 1996, är en strongman från Ukraina. Han vann Världens starkaste man 2020 som den andra ukrainaren i ordningen efter Vasyl Virastyuk som vann titeln 2004.

## Karriär
Novikov vann Ukrainas starkaste man varje år mellan 2016 och 2019. Han gjorde debut i internationella sammanhang 2019 och slutade på 38:e plats i Strongman Champions League. I maj 2020 deltog Novikov i den första säsongen av World's Ultimate Strongmans webserie "Feats of Strength" genom att sätta ett nytt världsrekord i hundrakilos hantelpress. Novikov orkade 11 repetitioner inom tidsfristen på 75 sekunder.
I november 2020 vann han Världens starkaste man, vilket gjorde honom till den näst yngsta segraren i historien efter Jón Páll Sigmarsson. Han slog även världsrekord i kronlyft med stången på 18 tums höjd genom att lyfta 537,5 kg. Året efter tog han hem segern i World's Ultimate Strongman.

## Kraftprov
- Hantelpress för repetitioner - 11 repetitioner med 100 kg hantel (Världsrekord)[6]
- 18-tums kronlyft - 537,5 kg (Världsrekord)[7]
- Marklyft - 420 kg[8]
- Marklyft med Elephant Bar - 380 kg[9]
- Marklyft med Hummerhjulsstång - 472 kg[10]
- Stocklyft för repetitioner -  3 repetitioner med 180 kg stock[11]
- Atlasstenar för repetitioner - 5 repetitioner med 220 kg sten[12]